# Královská filharmonie Stockholm

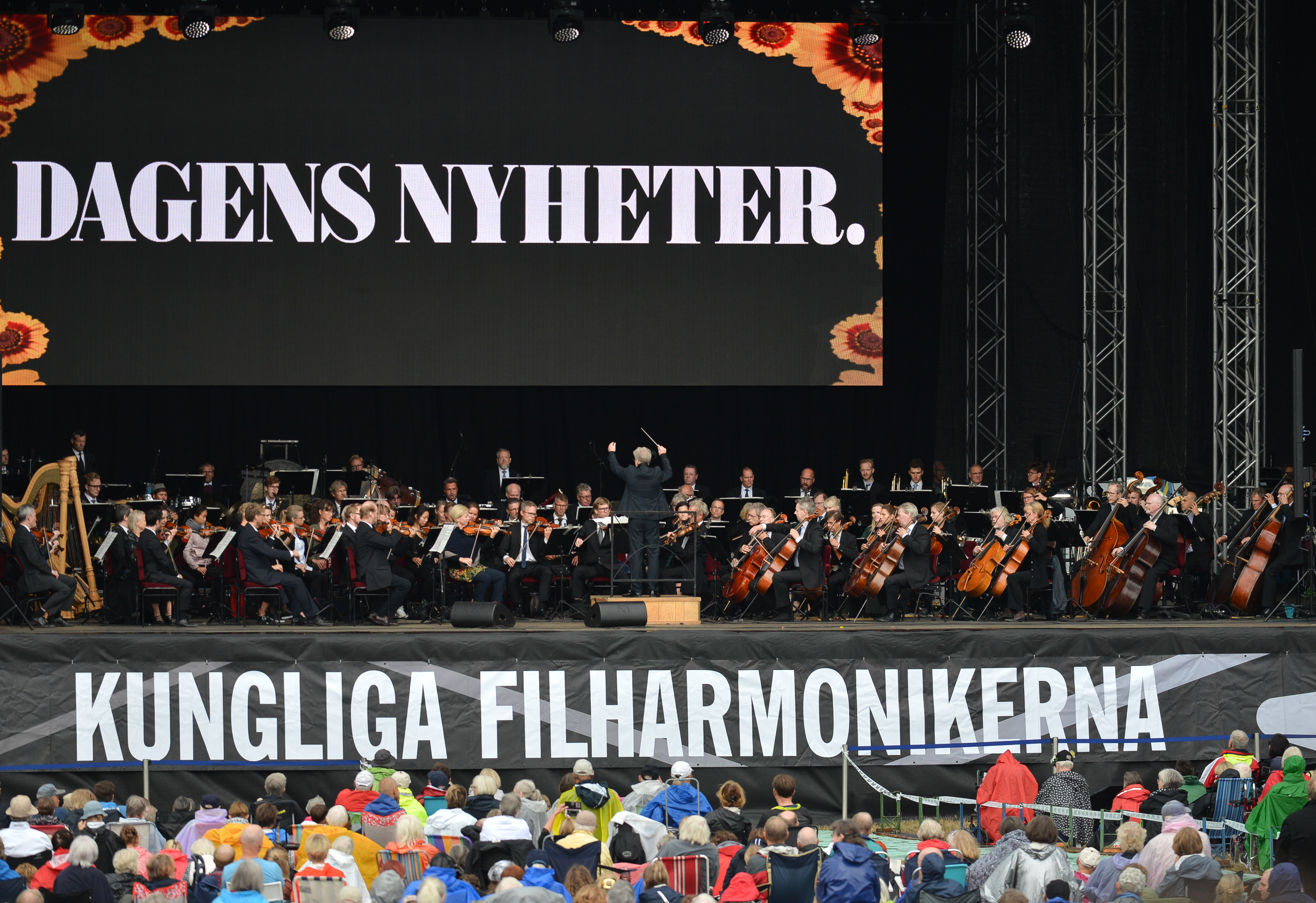
Královská filharmonie Stockholm

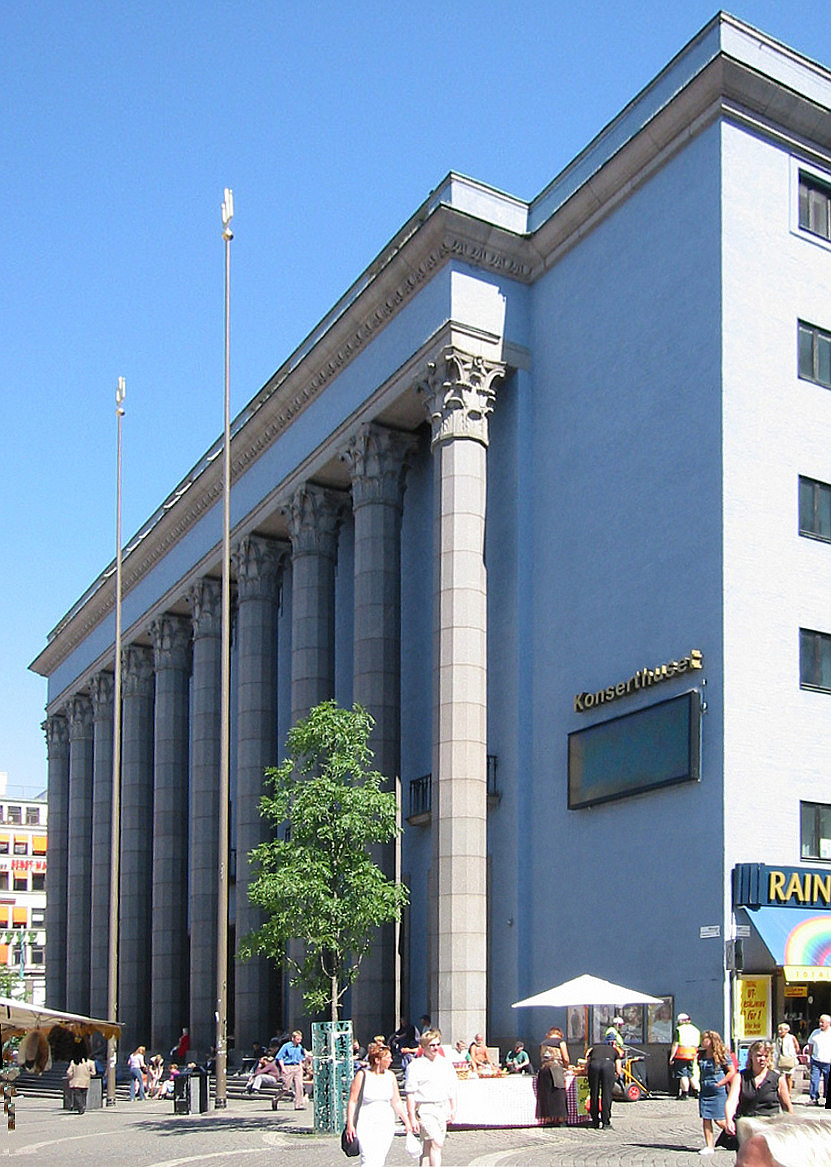
Stockholmská koncertní hala

Královská filharmonie Stockholm (švédsky: Kungliga Filharmonikerna nebo také Kungliga Filharmoniska Orkestern) je švédský orchestr se sídlem ve Stockholmu.

## Historie
Orchestr byl založen v roce 1902 pod názvem Stockholmská koncertní společnost (Stockholms Konsertföreningens orkester). Trvalým uskupením se společnost stala až v roce 1914. Od roku 1926 sídlí orchestr ve Stockholmské koncertní síni (Konserthuset). Počínaje rokem 1937 využíval filharmonii jako svůj vysílací orchestr Radiotjänst (dnes švédský rozhlas). V roce 1957 byl ansámbl přejmenován na Stockholmský filharmonický orchestr (Stockholms Filharmoniska Orkester). V roce 1992 získalo uskupení dnešní jméno, včetně patronace od švédské královské rodiny.
Orchestr každoročně účinkuje na předávání Nobelových cen a předávání Polar Music Prize. Filharmonie navíc ve Stockholmu pravidelně pořádá dva výroční festivaly.

## Šéfdirigenti
1. Georg Schnéevoigt (1915–1924)
2. Václav Talich (1926–1936)
3. Fritz Busch (1937–1940)
4. Carl von Garaguly (1942–1953)
5. Hans Schmidt-Isserstedt (1955–1964)
6. Antal Doráti (1966–1974)
7. Gennadij Nikolajevič Rožděstvenskij (1974–1977)
8. Yuri Ahronovitch (1982–1987)
9. Paavo Berglund (1987–1990)
10. Gennadij Nikolajevič Rožděstvenskij (1991–1995)
11. Andrew Davis a  Paavo Järvi (1995–1998)
12. Alan Gilbert (2000–2008)
13. Sakari Oramo (2008-2023)
14. Ryan Bancroft (2023–dosud)